# Giuseppe Zenti

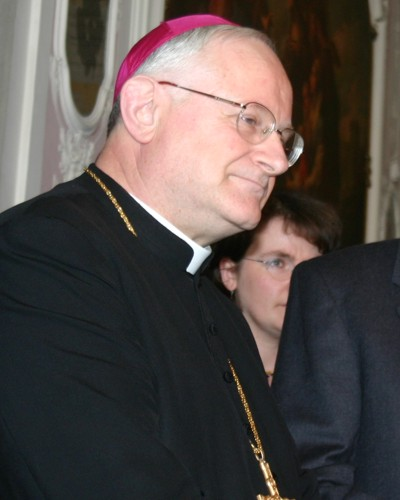
Bischof Giuseppe Zenti

Giuseppe Zenti (* 7. März 1947 in San Martino Buon Albergo, Provinz Verona, Italien) ist emeritierter Bischof von Verona.

## Leben

Bischofswappen von Giuseppe Zenti

Giuseppe Zenti wurde am 26. Juni 1971 durch den Bischof von Verona, Giuseppe Carraro, zum Priester geweiht. Papst Johannes Paul II. ernannte ihn am 3. Dezember 2003 zum Bischof von Vittorio Veneto. Der Bischof von Verona, Flavio Roberto Carraro, spendete ihm am 11. Januar 2004 die Bischofsweihe; Mitkonsekratoren waren Giuseppe Amari, emeritierter Bischof von Verona, und Alfredo Magarotto, Altbischof von Vittorio Veneto. Am 1. Februar 2004 wurde Zenti in das Amt eingeführt.
Als Wahlspruch wählte er Mihi vivere Christus. Am 8. Mai 2007 wurde er zum Bischof von Verona ernannt und am 30. Juni desselben Jahres in das Amt eingeführt. Papst Franziskus hat am 2.  Juli seinen altersbedingten Rücktritt angenommen.